# Montaquila
Montaquila là một đô thị ở tỉnh Isernia, vùng Molise miền nam Ý. Các đô thị giáp ranh: Colli a Volturno, Filignano, Monteroduni, Pozzilli